# 1949 v hudbě
Tento článek obsahuje události související s hudbou, které proběhly v roce 1949.

## Alba
- domácí
- zahraniční

## Hity
- domácí
- zahraniční

## Narození
- 19. ledna – Robert Palmer
- 2. března – Rory Gallagher
- 19. března – Valerij Leonťjev
- 9. května – Billy Joel
- 20. června – Lionel Richie
- 26. července – Roger Taylor
- 12. srpna – Mark Knopfler, Dire Straits
- 24. srpna – Petr Hejduk
- 25. srpna – Salif Keita, malijský popový zpěvák
- 25. srpna – Gene Simmons, Kiss
- 23. září – Bruce Springsteen
- 7. prosince – Tom Waits

## Úmrtí
- 18. července – Vítězslav Novák
- 8. září – Richard Strauss